# Natàl·lia Laurinenka
Natàl·lia Laurinenka (belarús: Наталля Пятроўна Лаўрыненка)  (Kritxau, 30 de març de 1977) és una remadora belarussa, ja retirada, que va competir durant la dècada de 1990.
El 1996 va prendre part en els Jocs Olímpics d'Estiu d'Atlanta, on va guanyar la medalla de bronze en la prova del vuit amb timoner del programa de rem. El 16 de juliol de 2000 va ser expulsada de per vida de les competicions per dopatge.